# Eilema obscura
Eilema obscura är en fjärilsart som beskrevs av Barend J. Lempke 1961. Eilema obscura ingår i släktet Eilema och familjen björnspinnare. Inga underarter finns listade i Catalogue of Life.